# Ovroutch
Ovroutch (en ukrainien et en russe : Овруч ; en polonais : Owrucz) est une ville ukrainienne de l'oblast de Jytomyr. Sa population s'élevait à 15 332 habitants en 2021.

## Géographie
La ville fait partie de la région historique de Polésie, dans le nord-ouest du pays, à environ 50 kilomètres au sud de la frontière biélorusse. Ovroutch se trouve à 133 km au nord de Jytomyr.

## Histoire

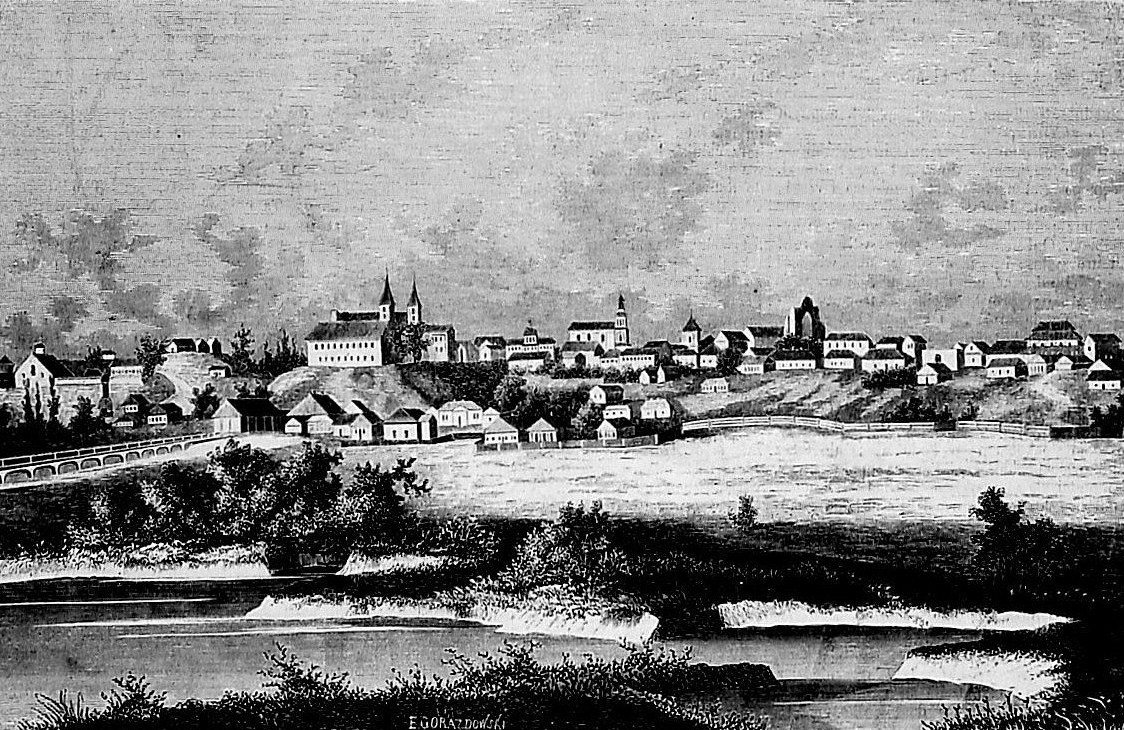
Ovroutch en 1864.

À l'origine, Ovroutch est une ville de la Rus' de Kiev : elle est mentionnée pour la première fois en 977 sous le nom de Vroutchyï (ukrainien : Вручий). Après que la régente Olga de Kiev, veuve du grand-prince Igor, fit piller la ville de Korosten, elle devient la capitale des Drevliens.
En 1483, elle est détruite par les Tatars de Crimée.
Selon le traité de Lublin de 1569, qui crée la république des Deux Nations en associant le royaume de Pologne et le grand-duché de Lituanie, la Volhynie dont fait alors partie Ovroutch devient une province du nouvel État.
En 1641, Ovroutch reçoit l'autonomie urbaine (droit de Magdebourg). Elle est aussi le siège d'un monastère basilien notable.
À la fin du XVIIIe siècle, la région est annexée par la Russie lors des partages de la Pologne.
La ville pâtit de la catastrophe de Tchernobyl en 1986.
Il existe actuellement une base aérienne à proximité d'Ovroutch.

## Population
Recensements (*) ou estimations de la population :
| 1897* | 1923* | 1926* | 1939*  | 1959*  | 1970*  |
| ----- | ----- | ----- | ------ | ------ | ------ |
| 7 393 | 4 917 | 5 896 | 11 717 | 23 732 | 12 710 |

| 1979*  | 1989*  | 2001*  | 2011   | 2012   | 2013   |
| ------ | ------ | ------ | ------ | ------ | ------ |
| 15 401 | 19 121 | 17 031 | 16 681 | 16 737 | 16 614 |

| 2021   | - | - | - | - | - |
| ------ | - | - | - | - | - |
| 15 332 | - | - | - | - | - |

### Personnalités liées
- Oleksandr Lavrynovytch, homme politique.

## Patrimoine
Le seul monument ancien de la ville est l'église Saint-Basile, commandée par Rurik II de Kiev à l'architecte de sa cour Piotr Miloneg à la fin du XIIe siècle, elle est classée. La gare d'Ovroutch est classée.

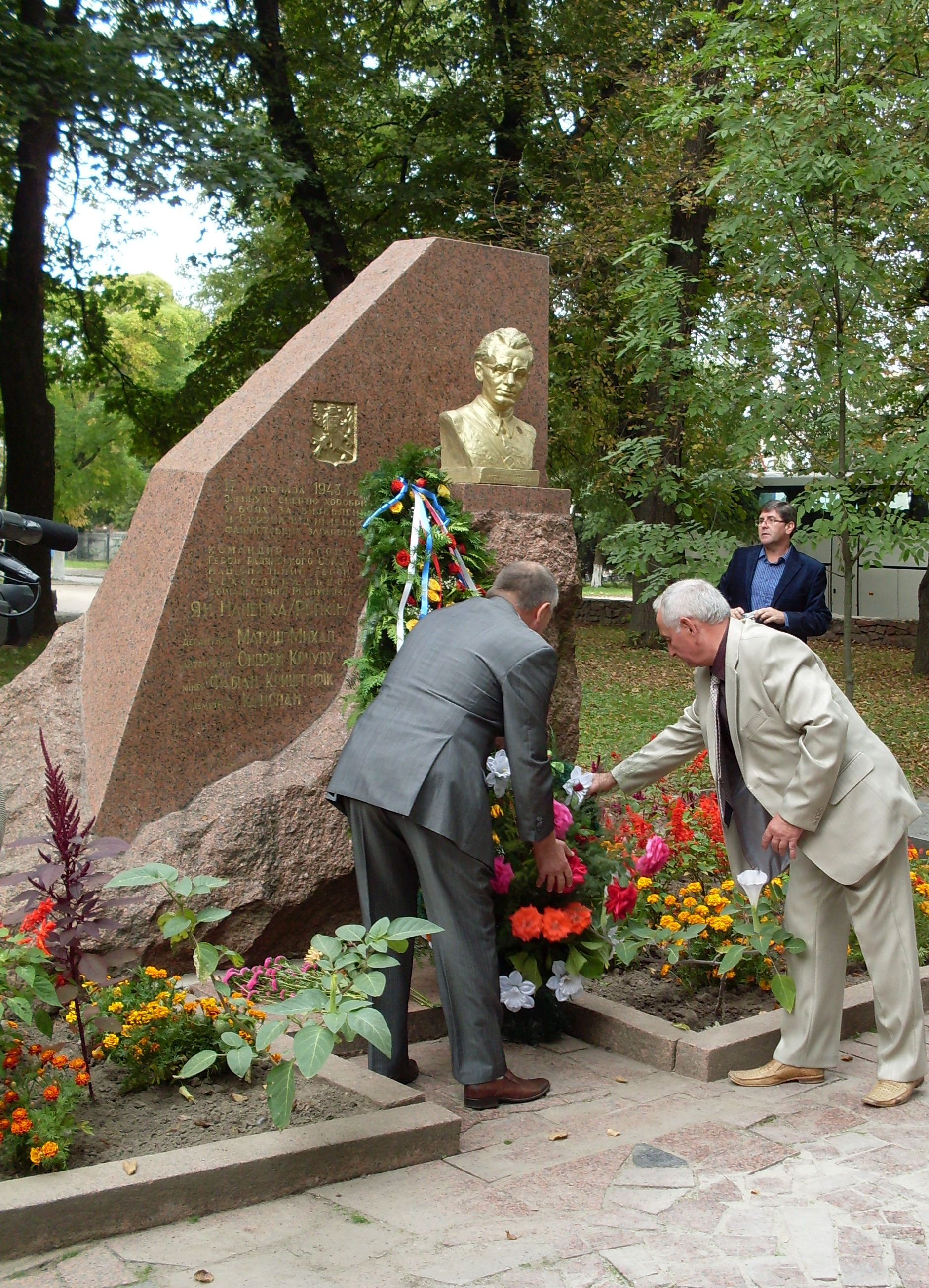
Monument à Ian Nalepka classée[5].
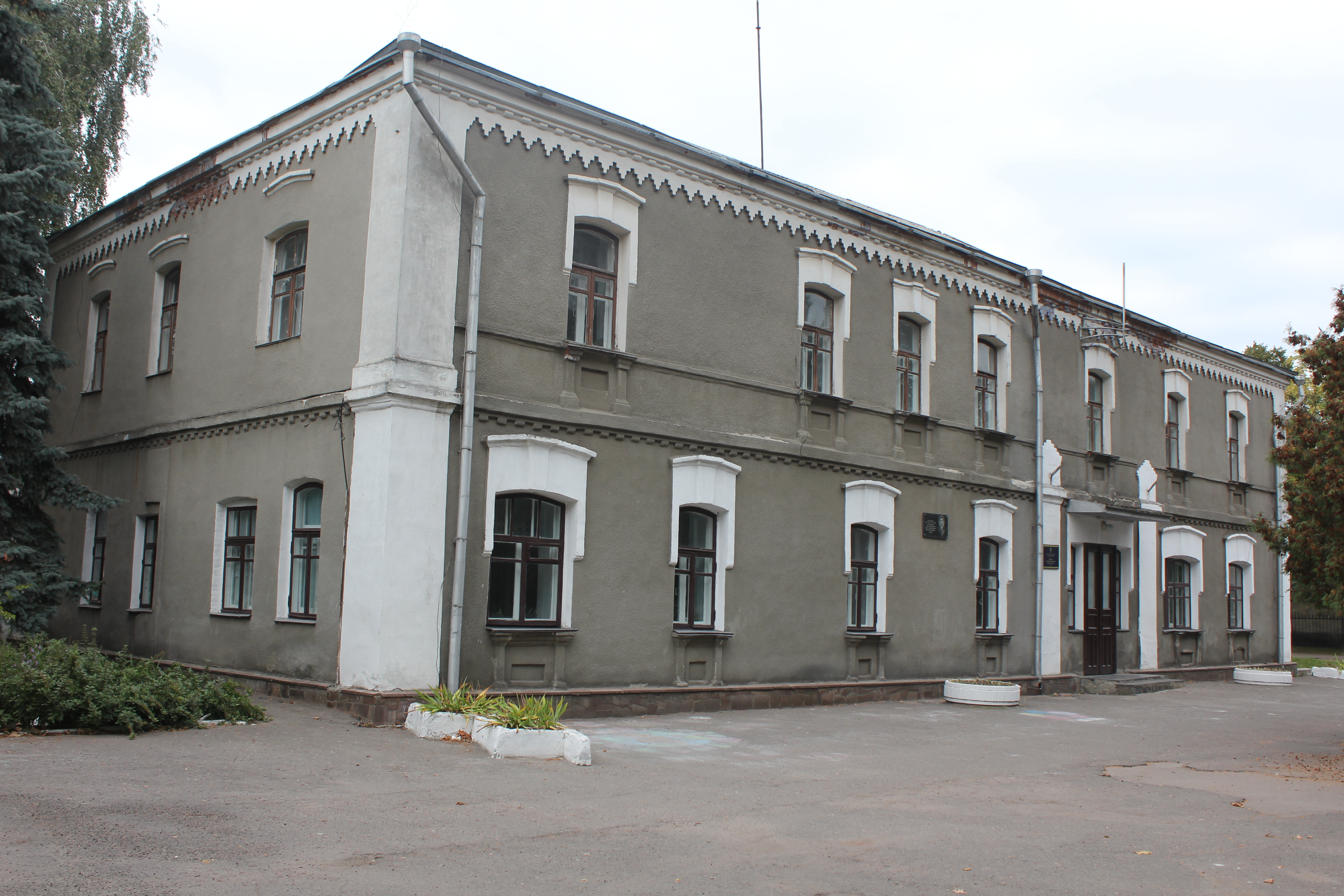
Bâtiment classée[6], 8 rue Ivana Franka.
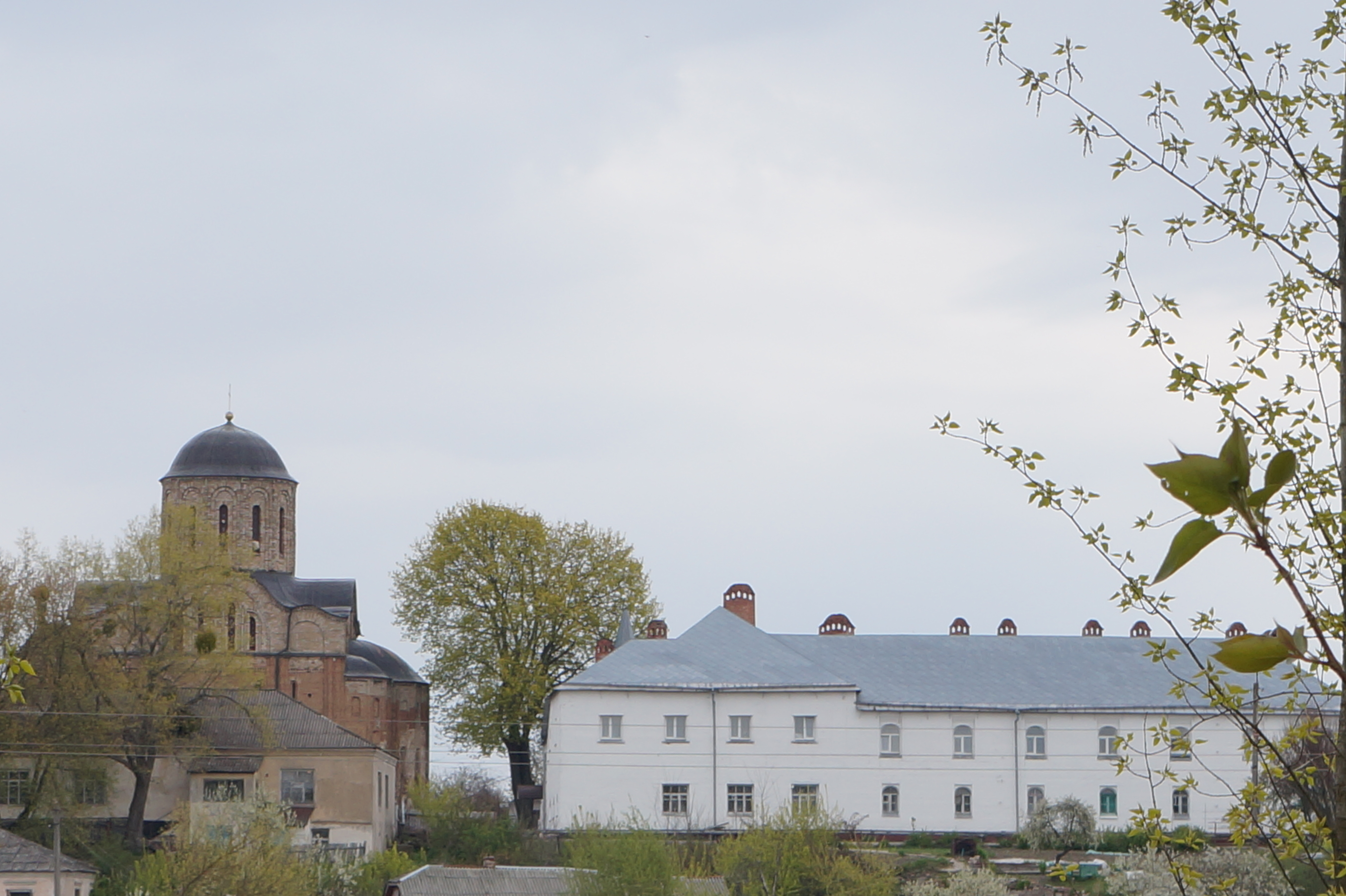
Monastère Saint-Basile d'Ovroutch classé[7].

## Honneur
L'astéroïde (221073) Ovroutch porte son nom.